# Julia Margaret Cameron
Julia Margaret Cameron (Calcutá, 11 de junho de 1815 - Kalutara, 26 de janeiro de 1879) foi uma fotógrafa britânica. Tornou-se conhecida por suas fotografias de celebridades da época, como atrizes.
Sua carreira foi curta, durante cerca de 11 anos, entre 1864 e 1875. Começou a fotografar aos 48 anos, quando ganhou uma câmera fotográfica de presente. Seu estilo não foi devidamente apreciado em sua própria época. Julia escolhia por tratar a fotografia como arte e como ciência e por ter um foco suave lhe renderam críticas severas de contemporâneos. Diziam que sua fotos eram desleixadas, um erro e que eram má fotografia.
Artistas pré-rafaelitas acabaram gostando mais de seu trabalho, entre eles vários fotógrafos. Seu trabalho influenciou muitos artistas modernos, especialmente por seus retratos.

## Biografia
Julia nasceu em Calcutá, na Índia Britânica, em 1815, filha de Adeline Marie de l'Etang e de James Peter Pattle, um oficial da Companhia Britânica das Índias Orientais. Adeline era filha de Ambrose Pierre Antoine de l'Etang, que foi pajem da rainha Maria Antonieta, bem como oficial da Garde du Corps do rei Luís XVI.

## Casamento
Julia estudou na França, mas retornou à Índia quando se formou e se casou em 1838 com Charles Hay Cameron, jurista e membro da Law Commission, em Calcutá, 20 anos mais velho que ela. O casal teve cinco filhos, criando outras cinco crianças e uma garotinha irlandesa chamada Mary Ryan, que Julia adotou e que constantemente usava como modelo para suas fotos.
Em 1848, seu marido se aposentou e a família se mudou para Londres. A irmã de Charles, Sarah Prinsep, morava em Londres na época e administrava diversos locais de encontro de artistas e de escritores. Em 1860, Charles visitou a propriedade do poeta Alfred Lord Tennyson, na Ilha de Wight, apaixonando-se pelo lugar, onde acabou comprando uma casa pouco depois.

## Fotografia

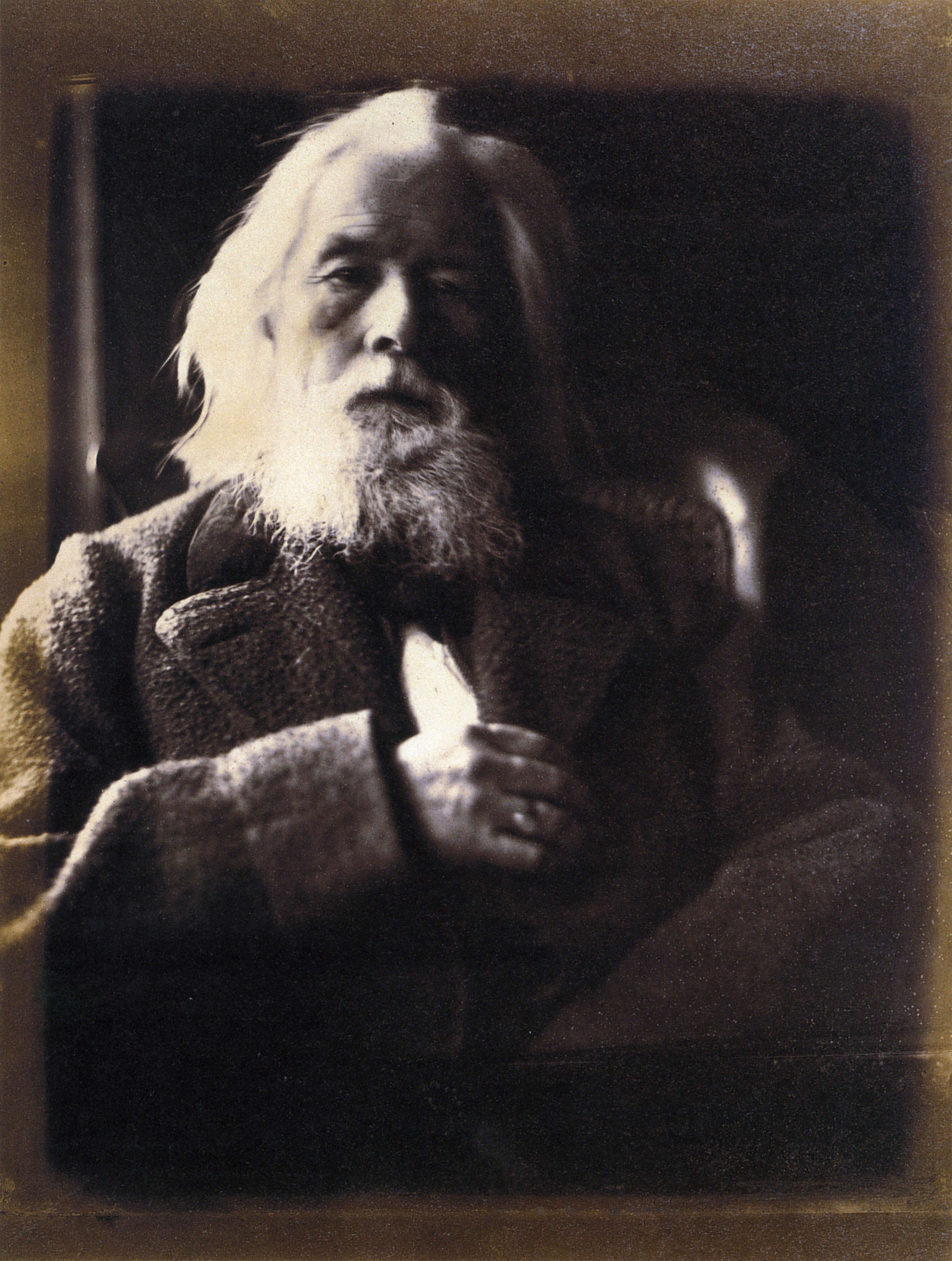
Foto de 1864 de Charles Hay Cameron (1795–1881) tirada por Julia

Em 1863, quando Julia tinha 48 anos, sua filha lhe deu uma câmera fotográfica de presente. Em um ano, Julia se tornaria membro da Sociedade Fotográfica de Londres e da Escócia. Julia queria captar a beleza. Assim ela escreveu:
| “ | Eu ansiava por captar toda a beleza que veio antes de mim e por fim meu desejo foi satisfeito. | ” |

Em 1869, ela criou uma coleção chamada de The Norman Album, dedicado à sua filha e cunhado, em gratidão por tê-la apresentado à fotografia. O álbum foi depois arrematado pelo Comitê de Revisão da Exportação de Obras de Arte, como sendo uma "obra de incrível importância estética e de significante interesse histórico para a fotografia e, em particular, para o trabalho de Julia Margaret Cameron, uma das mais importantes fotógrafas do século XIX.

## Morte
Em 1875, Julia se mudou para o Ceilão, hoje o Sri Lanka, onde continuou fotografando, mas produziu pouco neste período. As fotos eram principalmente do povo do Ceilão, com algumas fotos tiradas ainda na Inglaterra. Julia pegou uma gripe e faleceu em Kalutara, em 26 de janeiro de 1879, aos 63 anos.